# Il Poliglotta Moderno
Il Poliglotta Moderno è stata una collana di corsi di lingua per autodidatti, ideata e curata da Ernesto Da Nova e pubblicata dalla casa editrice Sonzogno di Milano a partire dal 1905. Concepita inizialmente come un giornale settimanale, la collana mirava a insegnare lingue straniere senza l'ausilio di un insegnante, utilizzando un metodo diretto e pratico.

## Storia
La pubblicazione de Il Poliglotta Moderno ebbe inizio nel maggio 1905 come periodico settimanale dedicato all'insegnamento dell'inglese, diretto e curato da Ernesto Da Nova. Successivamente, la collana si ampliò includendo corsi di francese, tedesco e spagnolo. I fascicoli settimanali furono pubblicati fino al dicembre 1907, per un totale di 137 numeri su 138 previsti.
Negli anni successivi, i corsi furono raccolti in volumi rilegati e continuarono a essere ristampati fino agli anni '40, con edizioni aggiornate e arricchite.

## Contenuti e metodo
Ogni corso era strutturato in 2 o 3 volumi, progettati per insegnare la lingua "senza maestro", ovvero senza l'ausilio di un insegnante, utilizzando un metodo diretto e pratico. Il sistema si basava su un uso limitato di regole grammaticali e vocaboli, privilegiando la pratica attraverso dialoghi e frasi d'uso quotidiano.
Il metodo combinava elementi del metodo diretto e della traduzione grammaticale, con enfasi sulla conversazione e sull’uso pratico della lingua. I volumi erano arricchiti da illustrazioni, dialoghi, glossari e sezioni dedicate alla pronuncia.

## Riconoscimenti
Il Poliglotta Moderno fu premiato con la medaglia d'oro all'Esposizione Internazionale di Bruxelles del 1905, riconoscimento menzionato anche nelle edizioni successive della collana.

## Eredità
La collana ebbe una vasta diffusione in Italia e fu uno dei primi esempi di corsi di lingua per corrispondenza nel paese. I volumi furono ampiamente utilizzati durante la prima metà del XX secolo. Oggi, le copie originali della collana sono oggetto di collezionismo e consultabili in biblioteche storiche e archivi digitali.